# Tony Offermans

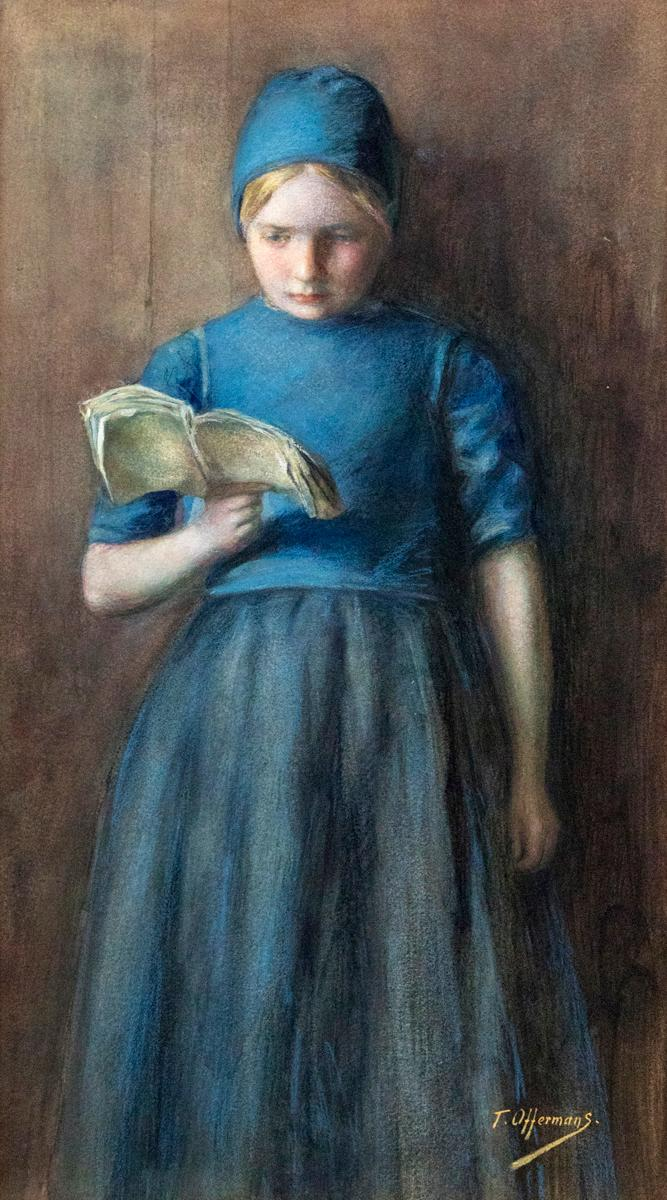
Mädchenporträt

Anton Lodewijk George „Tony“ Offermans (* 8. November 1854 in Den Haag; † 23. August 1911 in Laren (Noord-Holland)) war ein niederländischer Maler, Aquarellist und Zeichner.
Anton „Tony“ Offermans wurde als Sohn der bekannten Konzertsänger Sophie Offermans-van Hove und Ludovicus Bernardus Wilhelmus George Offermans geboren. Er studierte an der Koninklijke Academie van Beeldende Kunsten in Den Haag sowie bei Bernard Blommers.
Er lebte und arbeitete in Den Haag bis 1878, Rijswijk (Zuid-Holland) bis 1881, Leiden bis 1897, Rheden bis 1902, Laren (Noord-Holland) ab 1902. 
In Laren ließ sich Tony Offermans im Haus der Villa Ariëtte nieder, das zuvor von Anton Mauve und seiner Frau Ariëtte bewohnt wurde.
In Laren gehörte er zur ersten Generation der Larener Schule. Offermans malte Aquarelle und zeichnete hauptsächlich Innenräume mit Bauernfiguren oder Arbeitern; auch Landschaften und Stillleben. 
Er unterrichtete von 1887 bis 1896 an der Zeichnen- und Malerakademie „Ars Aemulae Naturae“ in Leiden. Zu seinen Schülern gehörten u. a. Constant David Ludovic Artz, Adriana Maria Hendrika Bleuland van Oordt, Johanne Marie Heynsius, Wijnand Bastiaan van Horssen und Cornelia Wilhelmina Marchant.
Tony Offermans ist auf dem städtischen Friedhof Laren begraben. In Laren wurde eine Straße, den Tony Offermansweg, nach ihm benannt. 